# Bendatoèga
Bendatoèga est une localité du département de Pabré, dans la province de Kadiogo (région Centre) au Burkina Faso. En 2006, cette localité comptait 1 547 habitants dont 50,9 % de femmes.